# Liste de ponts du Bas-Rhin

## Ponts de longueur supérieure à 100 m
Les ouvrages de longueur totale supérieure à 100 m du département du Bas-Rhin sont classés ci-après par gestionnaires de voies.

## Ponts de longueur comprise entre 50 m et 100 m
Les ouvrages de longueur totale comprise entre 50 et 100 m du département du Bas-Rhin sont classés ci-après par gestionnaires de voies.

## Ponts présentant un intérêt architectural ou historique
Les ponts du Bas-Rhin inscrits à l’inventaire national des monuments historiques sont recensés ci-après.
- Pont - Ebersmunster - XVIIIe siècle
- Pont D - Gottenhouse - XVIIIe siècle
- Pont - Hindisheim - XIXe siècle
- Pont - Innenheim - XVIe siècle
- Pont - Issenhausen - XVIIIe siècle
- Pont - Kirrberg - XVIIIe siècle
- Pont G - Landersheim - XIXe siècle
- Pont K - Marmoutier - XVIIIe siècle ; XIXe siècle
- Pont - Saint-Pierre - XVIIIe siècle
- Pont de la Route du Sel - Scherwiller - XVIIIe siècle
- Pont numéro 1 - Scherwiller - XVIIIe siècle
- Pont numéro 2 - Scherwiller - XVIIIe siècle
- Pont numéro 3 - Scherwiller - XVIIIe siècle
- Pont numéro 4 - Scherwiller - XVIIIe siècle
- Pont - Sparsbach - XIXe siècle
- Rothbrucke - Steinbourg - XVIIIe siècle ; XIXe siècle
- Pont Saint-Thomas - Strasbourg - XIXe siècle
- Pont - Wissembourg - XVIIIe siècle ; XIXe siècle
- Pont sur l'Isch - Wolfskirchen

## Sources
Base de données Mérimée du Ministère de la Culture et de la Communication.